# Кагосима
Каго́сима (яп. 鹿児島市 Кагосима-си) — город в Японии, имеющий статус «центральный город», административный центр и крупнейший населённый пункт префектуры Кагосима. За расположение на берегу залива у подножия стратовулкана Сакурадзима, а также за жаркий климат город часто называют «Неаполем Востока».
Площадь города составляет 547,07 км², население — 606 523 человека (1 августа 2014), плотность населения — 1108,68 чел./км².
Кагосима представляет собой крупный транспортный узел в южной части острова Кюсю. Здесь функционируют промышленные предприятия текстильной (хлопок, шёлк), химической, пищевкусовой отраслей. Налажено массовое производство фарфоровых изделий (сацумский фарфор). Развит рыболовный промысел. Имеется университет. Рядом с городом есть аэропорт. В 50 километрах к юго-востоку, на полуострове Осуми расположен космический центр Кагосима, откуда 11 февраля 1970 года был запущен первый японский спутник «Осуми».
1 ноября 2004 года в состав города вошли пять пригородов, за счёт чего общая площадь Кагосимы выросла почти в два раза. Это были населённые пункты Ёсида, Киирэ, Корияма, Мацумото, Сакурадзима.

## История
На протяжении многих веков Кагосима служила резиденцией для самурайского рода Симадзу. В период Эдо город представлял собой крупный политический центр и коммерческий порт. После прихода европейцев здесь сильно активизировалась деятельность христианских миссионеров, до тех пор пока власти не ввели запрет на иноземную религию в конце XVI — начале XVII веков. В 1863 году город подвергся артиллерийской атаке со стороны Королевского флота Великобритании, ответившего таким образом на убийство английского торговца Чарльза Леннокса Ричардсона.
Здесь родился Сайго Такамори — один из наиболее влиятельных самураев в японской истории. Кагосима также является родиной Хэйхатиро Того — адмирала, который командовал Объединённым флотом Японии в русско-японской войне 1904—1905 годов.
В 1914 году произошло извержение вулкана Сакурадзима, которое, однако, не привело к каким-либо серьёзным разрушениям.
17 июля 1945 г. Кагосима сильно пострадала от американских бомбардировок.

## География
Кагосима находится на берегу Кагосимского залива Восточно-Китайского моря. Площадь города составляет около 547,07 км². Рельеф Кагосимы, за исключением района Сакурадзима, холмистый. Высота холмов и возвышенностей колеблется от 100 до 300 м над уровнем моря. По городу протекают реки средней и малой величины, которые впадают в Кагосимский залив: Инари, Коцуки, Камино, Тагами, Вакита и Нагата. В окрестностях этих рек есть небольшие равнины. В центральной части побережья расположена промышленная зона с городским портом. Напротив неё находится действующий вулкан Сакурадзима высотой 1117 м.

### Климат
Климат Кагосимы субтропический муссонный, с частыми осадками и тайфунами. Среднегодовая температура составляет 18 °С, а уровень осадков 2000—2700 мм. Направление ветров северо-западное, однако летом оно меняется на противоположное.
| Показатель                         | Янв. | Фев.  | Март  | Апр.  | Май  | Июнь  | Июль  | Авг.  | Сен.  | Окт.  | Нояб. | Дек. | Год    |
| ---------------------------------- | ---- | ----- | ----- | ----- | ---- | ----- | ----- | ----- | ----- | ----- | ----- | ---- | ------ |
| Средний суточный максимум, °C      | 12,2 | 13,1  | 16,5  | 21,3  | 24,7 | 27,3  | 31,4  | 32,2  | 29,5  | 25,1  | 19,8  | 14,6 | 22,3   |
| Средняя температура, °C            | 7,2  | 8,3   | 11,4  | 16,4  | 20,1 | 23,4  | 27,4  | 27,9  | 25,1  | 20,0  | 14,5  | 9,2  | 17,6   |
| Средний суточный минимум, °C       | 2,6  | 3,7   | 6,5   | 11,8  | 15,9 | 20,0  | 24,2  | 24,5  | 21,4  | 15,3  | 9,6   | 4,4  | 13,3   |
| Норма осадков, мм                  | 87,4 | 102,7 | 160,6 | 229,8 | 259  | 399,5 | 303,7 | 213,1 | 216,4 | 106,1 | 87,6  | 70,9 | 2236,8 |
| Источник: Гонконгская обсерватория |      |       |       |       |      |       |       |       |       |       |       |      |        |

## Безопасность
В городе расположен штаб Береговой охраны Японии. Он обеспечивает безопасность границ и территориальных вод Японии на юге префектур Кагосима, Миядзаки и Кумамото.

## Экономика
Кагосима является городом, где доминируют предприятия третичного сектора экономики, особенно предприятия оптовых продаж и сферы услуг. В городе много компаний малого и среднего бизнеса.
В Кагосиме находится фабрика компьютерной фирмы HAMA Corporation.
Среди отраслей промышленности наиболее прибыльной является пищевая промышленность, а именно производство мяса и товаров из морепродуктов. Развитыми также является деревообрабатывающая, целлюлозно-бумажная, текстильная и химическая промышленность. Большинство промышленных предприятий сконцентрированы в прибрежной зоне города. В Кагосиме также развиты традиционные ремёсла, такие как производство эпонжа, сацумской керамики, бамбуковых и оловянных изделий.
Важная роль в экономике Кагосимы принадлежит сельскому хозяйству, хотя количество занятых в нём лиц неуклонно уменьшается. Жители городских окраин выращивают рис, батат, овощи, сахарный тростник, цитрусовые, чай и табак.

## Города-побратимы
Кагосима является городом-побратимом следующих городов:
- Неаполь, Италия (1950)
- Перт, Австралия (1974)
- Чанша, КНР (1982)
- Майами, США (1990)

## Галерея

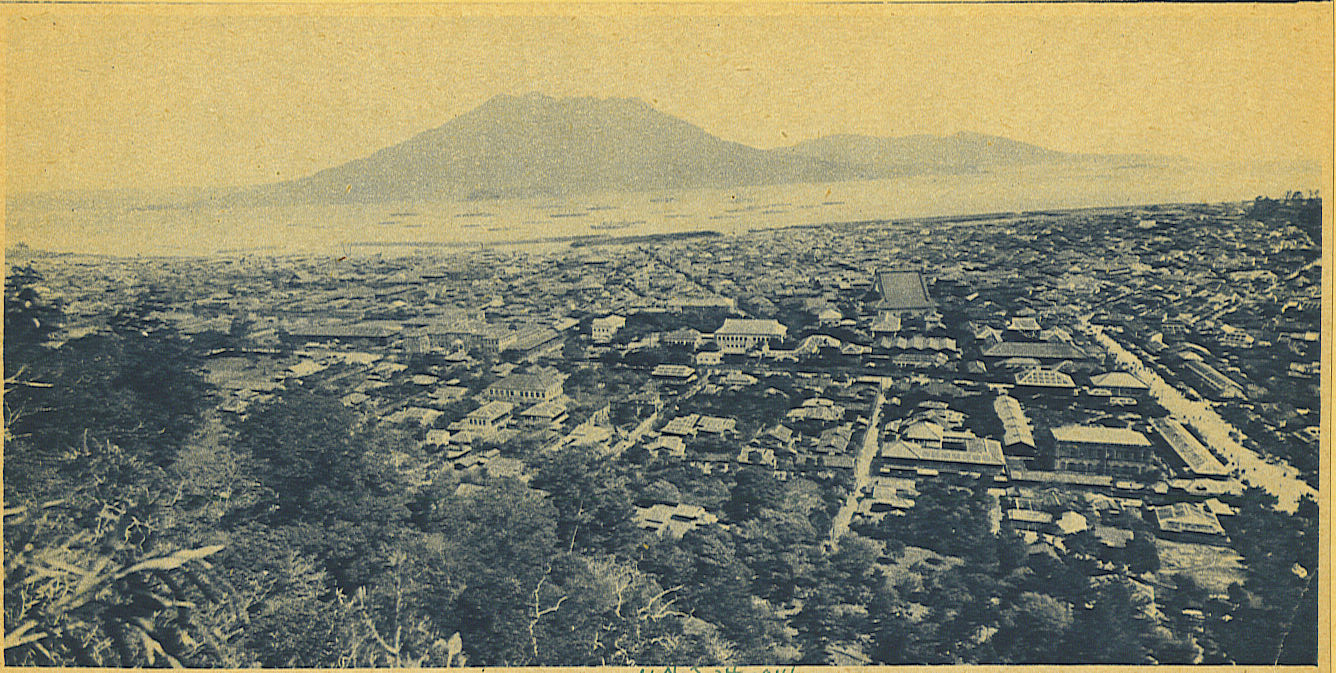
Кагосима в 1914 году
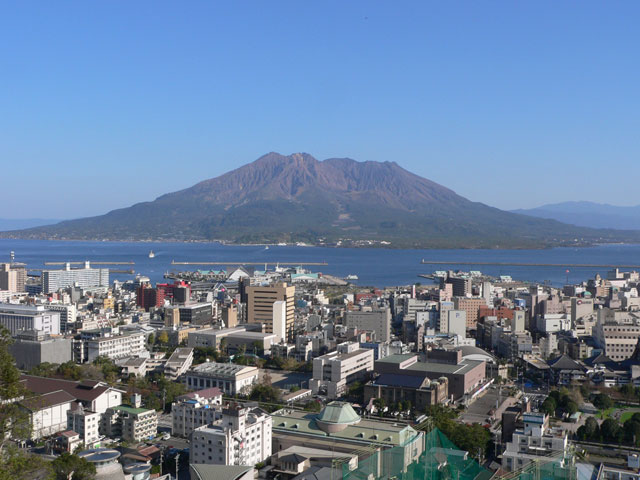
Вид на город и на вулкан Сакурадзима
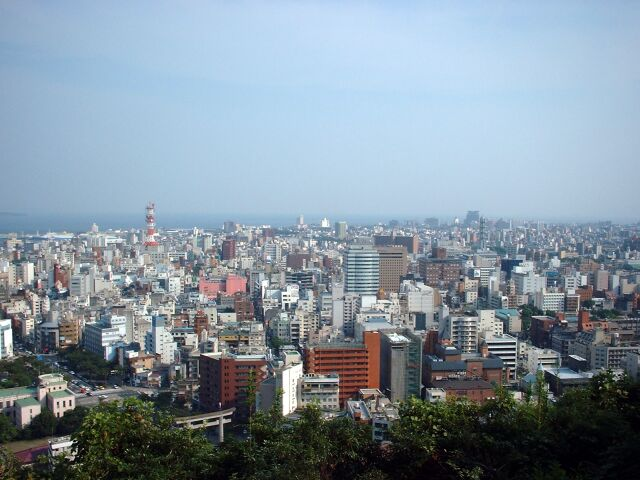
Вид на город с другой стороны
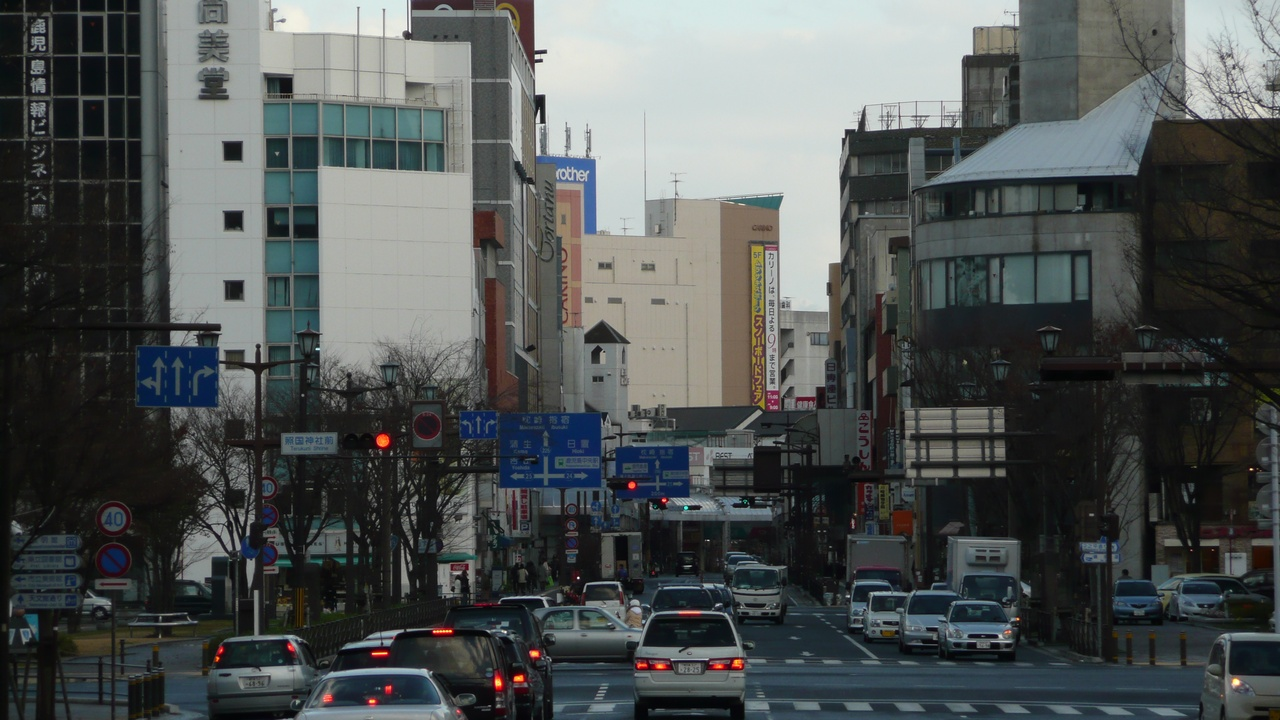
Деловой центр
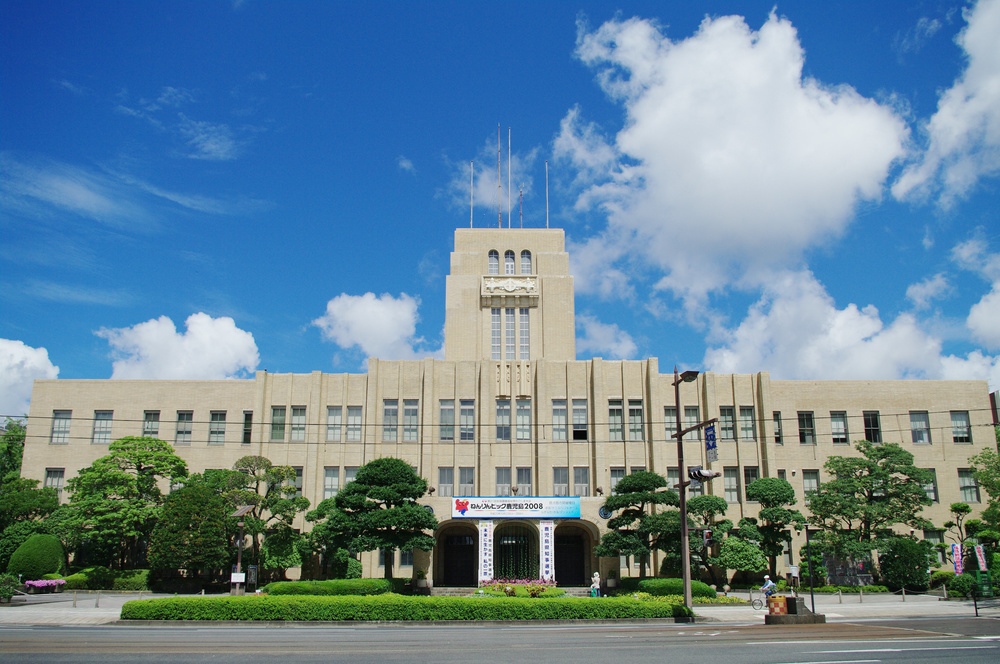
Мэрия города
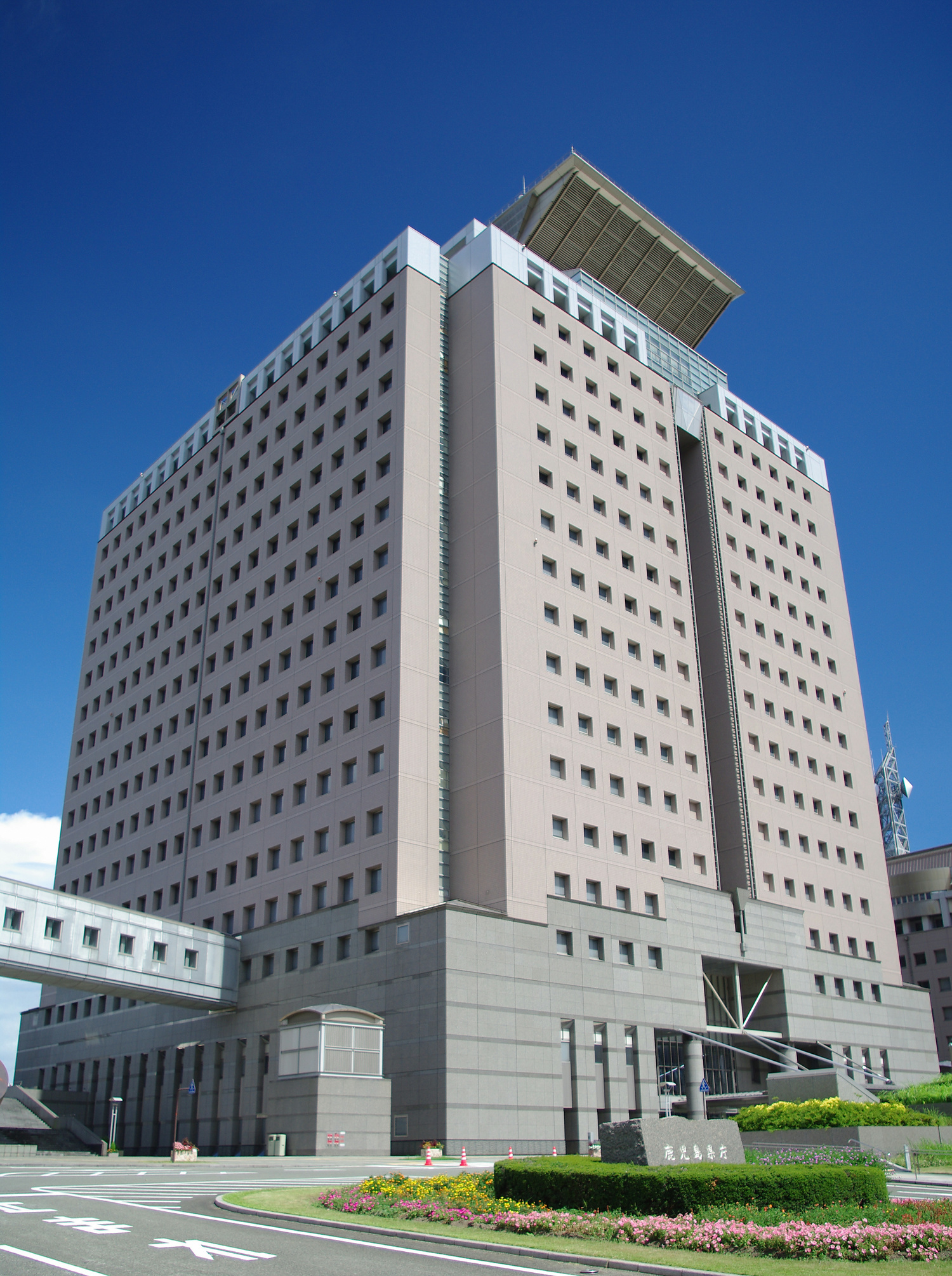
Правительственное здание префектуры Кагосима